# 東瀛佐敦
東瀛佐敦，是日本純種競賽馬匹。生涯活躍於中長距離賽事，共獲獎金7億506萬日圓，總戰績30戰9勝，名次分佈為9-4-2-15，主要勝場包括2011年一級賽秋季天皇賞，以及2010年阿根廷共和國盃、2011年美國賽馬會盃和2011年札幌紀念三場二級賽。2014年12月退役後，成為育馬者Stallion Station的配種馬。

## 出賽前
2006年2月7日出身於北海道早來町（今安平町）北部牧場，成長途中於拍賣會上被馬主島川隆哉以1億7850萬日圓購入。
其後交由栗東訓練中心練馬師池江泰壽訓練。

## 競賽生涯

### 2歲
2008年11月1日出戰京都競馬場2歲未勝利戰，比賽途中於中團位置徐徐前進，但於直路衝刺稍爲弱勢下僅獲得第六。
11月16日出戰2歲未勝利戰，比賽初段選擇於先頭位置推進，進入直路後隨即加速衝出，最終拋離後方1 1/4馬位取得首勝。
其後出戰條件戰葉牡丹賞及希望錦標，於兩場賽事均以優秀的表現取勝，成功奪得三連勝。

### 3歲
2009年2月出戰共同通信盃作爲年度首戰，繼續採取先行戰術下成功於直路取得領先，可惜其後被以凌厲姿態後上的Break Run Out超越，最終落後對手1 3/4馬位落敗。
而賽後其緊被發現馬蹄出現裂痕，迫不得已下需要進入長期休養並缺席所有經典三冠賽事。
11月14日於仙女座錦標復出，於其中敗於奈村新月取得第二。
其後出戰中日新聞盃，比賽初段處於最後方位置追走，並於通過第三彎道後稍微上前至中團第八的位置。進入直路後，其憑者率先加速的優秀成功衝出，但未能超越前方熱誠真摯、Dream Sunday及Chokai Fight下以第四落敗。

### 4歲
2010年春季一直處於休養狀態，於7月4日復出出戰條件戰五稜郭錦標，但於其中發揮不佳僅取得第五。
其後出自漁火錦標及愛爾蘭盃，表現出色下成功奪得連勝。
11月7日出戰阿根廷共和國盃，賽前壓贏Jamil及Three Orion取得第一人氣。比賽開始後，其選擇於中團位置展開推進，並於比賽途中一直保持穩定節奏未有太大動作。進入直路後，其以優秀的反應進行加速，成功衝出之下超越前方所有賽駒，其後亦可保持速度壓制後方的Jamil，最終三連勝的姿態奪得首個分級賽冠軍。

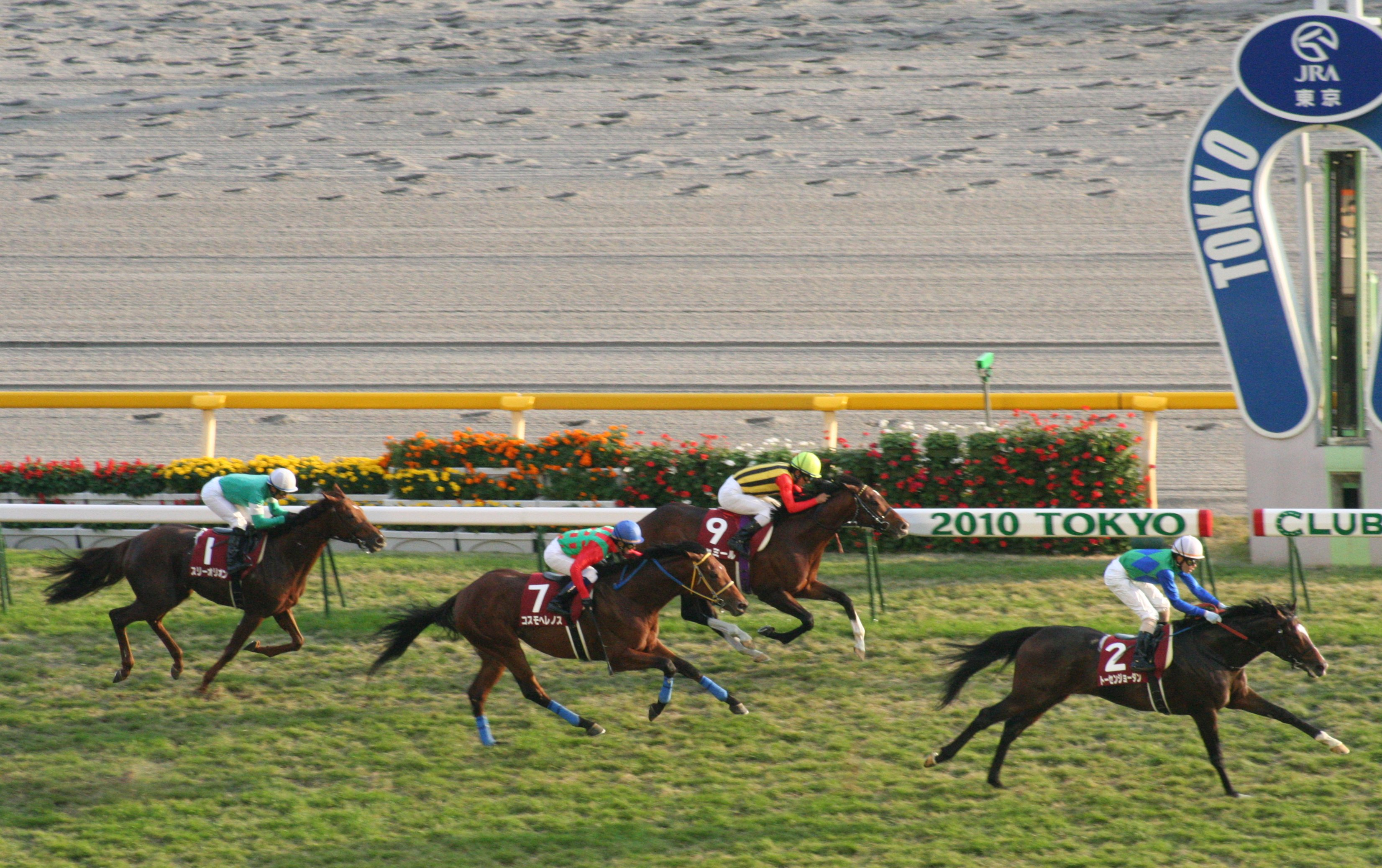
出戰阿根廷共和國盃的東瀛佐敦

12月26日乘勢出戰有馬紀念，本次比賽一番常態選擇領放戰術，然而於直路逐漸力弱下被對手超越，最終以第五完賽。

### 5歲
2011年年初出戰美國賽馬會盃，比賽初段一直保持於中團等待時機，並於直路上抽出外檔進行加速。直路中段，於其不斷衝刺之下逐步迫近前方領放的Miyabi Ranveli，最終超越對手下以3/4馬位優勢獲勝。
其後原定出戰阪神大賞典作爲調整，但於賽前被發現右肩不良於行而退賽。
狀態回復後出戰寶塚紀念，然而選擇留後下未能於直路最大程度加速，最終以第九大敗。
短暫放草後以札幌紀念爲目標，本次比賽採用先頭戰術下一直處於前方順利推進，甚至於第四彎道時候經已處於第二的位置。進入直路後，其以輕鬆的姿態加速並超越領放馬King Top Gun，及後亦可以保持優勢壓贏一同衝出的超微粒子，最終以鼻位險勝對手取得第三個分級賽冠軍。
10月30日出戰秋季天皇賞，雖然其狀態良好且於分級賽有顯著實績，但由於對手爲諸如上屆盟主迷人景致、每日王冠冠軍夜之影及上年度東京優駿（日本打吡）冠軍榮進閃耀等強敵，因而其仍然僅獲第七人氣。比賽開始後，前方由國際高球帶出領放，榮進閃耀選擇於先頭第三的位置追趕，迷人景致及夜之影處於中團，而東瀛佐敦則在中團靠後位置追走。進入直路後，其選擇抽出外檔進行加速，轟出後600米34.2秒的末腳速度下取得領先，其後繼續衝刺下成功保持優勢阻止夜之影及飛毛駒的攻勢，最終以1/2馬位優勢取得首個分級賽冠軍，其1分56.1秒的完賽時間亦將2008年伏特加的紀錄大幅推前1.1秒，更打破了日本草地2000米賽事紀錄，而此紀錄一直保持了12年，直至2023年才被春秋分的1分55.2秒時間打破。

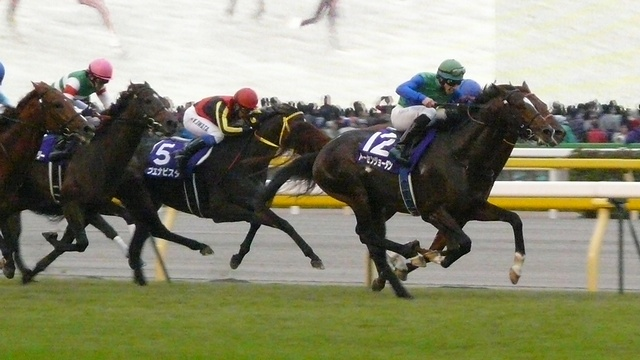
出戰秋季天皇賞的東瀛佐敦

11月27日出戰日本盃，賽前評價未有因贏得秋季天皇賞以提升，僅爲第六人氣。比賽開始後，其選擇於跟隨領放馬Mission Approved的步伐於第二推進，亦以先頭有利位置進入通過第四彎道。進入直路後，其於所處位置展開加速並取得領先，可惜於最後關頭被外檔強襲的迷人景致超越，最終以頸位憾負得第二。
其後出戰有馬紀念，但於直路未能順利加速之下無法大幅度衝前，最終僅獲得第五。

### 6歲
2012年以產經大阪盃作爲年度首戰，選擇領放戰術下於直路未能保持優秀，最終被後上的湘南聲威及先行的聯邦之威超越以第三完賽。
4月29日出戰春季天皇賞，縱然其選擇居中戰術下成功保存體力並於直路爆發出不俗的衝刺速度，但於蹄鐵跌落的情況下仍然無法無法阻止前方第十四人氣伏兵霹靂戰駒越走越勇，最終被對手拉開4馬位落敗。
其後原定和上年度一樣在夏季出戰札幌紀念，但馬蹄再度出現裂痕下需要避戰休養。
休養完成後於秋季復出，然而狀態未完全回復之下出戰秋季天皇賞及日本盃均未能發揮優秀表現，分別以第十三及第六落敗。

### 7歲
2013年年初處於休養下在秋季起動，然而表現飄忽下未有任何突破，最佳戰績爲於日本盃取得季軍。

### 8歲
2014年仍然現役，本年度出戰鳴尾紀念、寶塚紀念、秋季天皇賞及日本盃四場賽事，但狀態全無下分別以第八、第十、第十七及第十四落敗。
完成日本盃後，陣營考慮其年齡及近來表現，決定安排其退役，並於12月5日取消日本中央競馬會的賽駒註冊。

### 詳細賽績
| 日期       | 舉辦國家 | 馬場 | 距離   | 級別 | 賽事名稱       | 負重 | 騎師     | 馬號 | 出馬 | 名次 | 時間     | 頭馬（二馬）           |
| ---------- | -------- | ---- | ------ | ---- | -------------- | ---- | -------- | ---- | ---- | ---- | -------- | ---------------------- |
| 1/11/2008  | 日本     | 京都 | 草2000 |      | 2歲新馬        | 55   | 武豐     | 4    | 14   | 6    | 2:04.6   | Familism               |
| 16/11/2008 | 日本     | 福島 | 草2000 |      | 2歲未勝利      | 55   | 北村友一 | 13   | 16   | 1    | 2:02.7   | （Chiara）             |
| 6/12/2008  | 日本     | 中山 | 草2000 |      | 葉牡丹賞       | 55   | 柏兆雷   | 3    | 9    | 1    | 2:00.5   | （印加聖谷）           |
| 28/12/2008 | 日本     | 中山 | 草2000 | OP   | 希望錦標       | 56   | 柏兆雷   | 2    | 13   | 1    | 2:00.4   | （Arashio Yobu Otoko） |
| 8/2/2009   | 日本     | 東京 | 草1800 | GIII | 共同通信盃     | 56   | 松岡正海 | 3    | 15   | 2    | 1:47.6   | Break Run Out          |
| 14/11/2009 | 日本     | 京都 | 草2000 | OP   | 仙女座錦標     | 54   | 蘇銘倫   | 6    | 17   | 2    | 2:00.7   | 奈村新月               |
| 12/12/2009 | 日本     | 中京 | 草2000 | GIII | 中日新聞盃     | 55   | 蘇銘倫   | 15   | 15   | 4    | 1:58.0   | 熱誠真摯               |
| 4/7/2010   | 日本     | 函館 | 草2000 |      | 五稜郭錦標     | 58.5 | 藤岡佑介 | 4    | 10   | 5    | 2:02.2   | Meiner Kirov           |
| 31/7/2010  | 日本     | 函館 | 草1800 |      | 漁火錦標       | 57   | 韋達     | 9    | 14   | 1    | 1:49.4   | （Mikki Pumpkin）      |
| 16/10/2010 | 日本     | 東京 | 草2000 | OP   | 愛爾蘭盃       | 56   | 内田博幸 | 9    | 14   | 1    | 1:59.2   | （邁向輝煌）           |
| 7/11/2010  | 日本     | 東京 | 草2500 | GII  | 阿根廷共和國盃 | 57   | 三浦皇成 | 2    | 18   | 1    | 2:30.0   | （Jamil）              |
| 26/12/2010 | 日本     | 中山 | 草2500 | GI   | 有馬紀念       | 57   | 三浦皇成 | 4    | 15   | 5    | 2:32.9   | 比薩勝駒               |
| 23/1/2011  | 日本     | 中山 | 草2200 | GII  | 美國賽馬會盃   | 58   | 内田博幸 | 6    | 11   | 1    | 2:14.2   | （Miyabi Ranveli）     |
| 20/3/2011  | 日本     | 阪神 | 草3000 | GII  | 阪神大賞典     | 58   | 内田博幸 | 11   | 13   | 退賽 | 退賽     | 奈村新月               |
| 26/6/2011  | 日本     | 阪神 | 草2200 | GI   | 寶塚紀念       | 58   | 彭利力   | 13   | 16   | 9    | 2:11.2   | 熱誠真摯               |
| 21/8/2011  | 日本     | 札幌 | 草2000 | GII  | 札幌紀念       | 57   | 福永祐一 | 13   | 13   | 1    | 2:00.4   | （超微粒子）           |
| 30/10/2011 | 日本     | 東京 | 草2000 | GI   | 秋季天皇賞     | 58   | 彭利力   | 12   | 18   | 1    | 1:56.1秒 | （夜之影）             |
| 27/11/2011 | 日本     | 東京 | 草2400 | GI   | 日本盃         | 57   | 韋紀力   | 16   | 16   | 2    | 2:24.2   | 迷人景致               |
| 25/12/2011 | 日本     | 中山 | 草2500 | GI   | 有馬紀念       | 57   | 韋紀力   | 10   | 13   | 5    | 2:36.3   | 黃金巨匠               |
| 1/4/2012   | 日本     | 阪神 | 草2000 | GII  | 產經大阪盃     | 58   | 岩田康誠 | 2    | 12   | 3    | 2:05.8   | 湘南聲威               |
| 29/4/2012  | 日本     | 京都 | 草3200 | GI   | 春季天皇賞     | 58   | 岩田康誠 | 16   | 18   | 2    | 3:14.5   | 霹靂戰駒               |
| 28/10/2012 | 日本     | 東京 | 草2000 | GI   | 秋季天皇賞     | 58   | 蘇銘倫   | 15   | 18   | 13   | 1:58.7   | 榮進閃耀               |
| 25/11/2012 | 日本     | 東京 | 草2400 | GI   | 日本盃         | 57   | 蘇銘倫   | 16   | 17   | 6    | 2:23.9   | 貴婦人                 |
| 8/18/2013  | 日本     | 函館 | 草2000 | GII  | 札幌紀念       | 57   | 戶崎圭太 | 5    | 16   | 13   | 2:11.7   | 東京光環               |
| 27/10/2013 | 日本     | 東京 | 草2000 | GI   | 秋季天皇賞     | 58   | 曼迪沙寶 | 10   | 17   | 11   | 1:59.8   | 一路通                 |
| 24/11/2013 | 日本     | 東京 | 草2400 | GI   | 日本盃         | 57   | 布宜學   | 5    | 17   | 3    | 2:26.1   | 貴婦人                 |
| 22/12/2013 | 日本     | 中山 | 草2500 | GI   | 有馬紀念       | 57   | 内田博幸 | 16   | 16   | 14   | 2:35.8   | 黃金巨匠               |
| 7/6/2014   | 日本     | 阪神 | 草2000 | GIII | 鳴尾紀念       | 57   | 内田博幸 | 1    | 12   | 8    | 1:59.6   | Air Saumur             |
| 29/6/2014  | 日本     | 阪神 | 草2200 | GI   | 寶塚紀念       | 58   | 内田博幸 | 8    | 12   | 10   | 2:15.3   | 黃金船                 |
| 2/11/2014  | 日本     | 東京 | 草2000 | GI   | 秋季天皇賞     | 58   | 布達德   | 16   | 18   | 17   | 2:00.7   | 史匹堡                 |
| 30/11/2014 | 日本     | 東京 | 草2400 | GI   | 日本盃         | 57   | 布達德   | 11   | 18   | 14   | 2:26.0   | 神威啟示               |

## 退役後
退役後，東瀛佐敦成爲了配種馬，於北海道日高町育馬者Stallion Station休養，在2015年進行配種，首批子嗣於2016年出生。首批子嗣可於2018年出賽，8月18日經已有中央的子嗣在新馬戰取勝。
2021年其被轉移至北海道厚真町Estie牧場，於此地繼續進行配種。

## 血統簡介
父系森林寶穴爲日本賽駒，生涯戰績優秀，曾勝出東京優駿及日本盃。祖父爲愛爾蘭生產的意大利賽駒東來兵，曾勝出凱旋門大賽，退役後於日本配種，和週日寧靜及百仁時間被一同稱爲改變日本賽馬的三匹種馬。
母系Every Whisper爲日本賽駒，生涯十五戰全敗。外祖父北方風味爲加拿大賽駒，於當地有不俗的戰績，退役後被社台集團引進日本作爲配種馬使用，於週日寧靜引入前一度爲日本最成功的種馬，於與當時象徵牧場的巴索隆齊名。

### 血統表
| 父線：Zeddaan系（Grey Sovereign系）                         |                                |                   |                  |
| 種馬 森林寶穴 1998年（棗色）                                | 東來兵 1983年（棗色）          | Kampala           | Kalamoun         |
| 種馬 森林寶穴 1998年（棗色）                                | 東來兵 1983年（棗色）          | Kampala           | State Pension    |
| 種馬 森林寶穴 1998年（棗色）                                | 東來兵 1983年（棗色）          | Severn Bridge     | Hornbeam         |
| 種馬 森林寶穴 1998年（棗色）                                | 東來兵 1983年（棗色）          | Severn Bridge     | Priddy Fair      |
| 種馬 森林寶穴 1998年（棗色）                                | Dance Charmer 1990年（深棗色） | 雷利耶夫          | 北地舞人         |
| 種馬 森林寶穴 1998年（棗色）                                | Dance Charmer 1990年（深棗色） | 雷利耶夫          | Special          |
| 種馬 森林寶穴 1998年（棗色）                                | Dance Charmer 1990年（深棗色） | Skillful Joy      | Nodouble         |
| 種馬 森林寶穴 1998年（棗色）                                | Dance Charmer 1990年（深棗色） | Skillful Joy      | Skillful Miss    |
| 繁殖雌馬 Every Whisper 1997年（栗色）                       | 北方風味 1971年（栗色）        | 北地舞人          | 新北區           |
| 繁殖雌馬 Every Whisper 1997年（栗色）                       | 北方風味 1971年（栗色）        | 北地舞人          | Natalma          |
| 繁殖雌馬 Every Whisper 1997年（栗色）                       | 北方風味 1971年（栗色）        | Lady Victoria     | Victoria Park    |
| 繁殖雌馬 Every Whisper 1997年（栗色）                       | 北方風味 1971年（栗色）        | Lady Victoria     | Lady Angela      |
| 繁殖雌馬 Every Whisper 1997年（栗色）                       | Crafty Wife 1989年（栗色）     | Crafty Prospector | 淘金者           |
| 繁殖雌馬 Every Whisper 1997年（栗色）                       | Crafty Wife 1989年（栗色）     | Crafty Prospector | Real Crafty Lady |
| 繁殖雌馬 Every Whisper 1997年（栗色）                       | Crafty Wife 1989年（栗色）     | Wife Mistress     | 秘書處           |
| 繁殖雌馬 Every Whisper 1997年（栗色）                       | Crafty Wife 1989年（栗色）     | Wife Mistress     | Political Payoff |
| 雌系：號族：9-a                                             |                                |                   |                  |
| 五代內近親交配：北地舞人 4×3、Lady Angela 5×4、Hyperion 5×5 |                                |                   |                  |

## 命名由來
名字中，Tosen（トーセン）是馬主島川隆哉之冠名，是其姓氏島川的音讀，香港以同音的「東瀛」作为翻譯，Jordan（ジョーダン）出自美國加利福尼亞州出產的一款同名葡萄酒，亦出自NBA球星米高·佐敦的名字。

## 外部連結
- 東瀛佐敦 netkeiba.com
- 東瀛佐敦 sportsnavi.com
- 東瀛佐敦 jbis.or.jp
- 東瀛佐敦 racingpost.com
- 血統表